# Wereldkampioenschap superbike van Imola 2010
Het wereldkampioenschap superbike van Imola 2010 was de twaalfde ronde van het wereldkampioenschap superbike en het wereldkampioenschap Supersport 2010. De races werden verreden op 26 september 2010 op het Autodromo Enzo e Dino Ferrari nabij Imola, Italië.
Max Biaggi werd gekroond tot kampioen in de superbike-klasse met een vijfde plaats in de tweede race van het weekend, wat genoeg was om zijn laatste concurrent Leon Haslam voor te kunnen blijven.

## Superbike

### Race 1
| Pos | Nr  | Rijder           | Constructeur | Rondes | Tijd         | Grid | Punten |
| --- | --- | ---------------- | ------------ | ------ | ------------ | ---- | ------ |
| 1   | 7   | Carlos Checa     | Ducati       | 21     | 38:27.631    | 9    | 25     |
| 2   | 57  | Lorenzo Lanzi    | Ducati       | 21     | +1.171       | 5    | 20     |
| 3   | 41  | Noriyuki Haga    | Ducati       | 21     | +1.472       | 15   | 16     |
| 4   | 96  | Jakub Smrž       | Aprilia      | 21     | +6.691       | 2    | 13     |
| 5   | 91  | Leon Haslam      | Suzuki       | 21     | +9.584       | 3    | 11     |
| 6   | 66  | Tom Sykes        | Kawasaki     | 21     | +10.979      | 1    | 10     |
| 7   | 84  | Michel Fabrizio  | Ducati       | 21     | +15.023      | 10   | 9      |
| 8   | 67  | Shane Byrne      | Ducati       | 21     | +15.913      | 13   | 8      |
| 9   | 50  | Sylvain Guintoli | Suzuki       | 21     | +17.025      | 16   | 7      |
| 10  | 35  | Cal Crutchlow    | Yamaha       | 21     | +20.795      | 12   | 6      |
| 11  | 3   | Max Biaggi       | Aprilia      | 21     | +21.243      | 7    | 5      |
| 12  | 111 | Rubén Xaus       | BMW          | 21     | +25.860      | 8    | 4      |
| 13  | 99  | Luca Scassa      | Ducati       | 21     | +31.551      | 4    | 3      |
| 14  | 76  | Max Neukirchner  | Honda        | 21     | +31.689      | 11   | 2      |
| 15  | 11  | Troy Corser      | BMW          | 21     | +44.349      | 6    | 1      |
| 16  | 90  | Federico Sandi   | Aprilia      | 21     | +58.693      | 20   |        |
| 17  | 5   | Ian Lowry        | Kawasaki     | 21     | +1:10.388    | 21   |        |
| 18  | 15  | Matteo Baiocco   | Kawasaki     | 21     | +1:13.648    | 22   |        |
| 19  | 33  | Fabrizio Lai     | Honda        | 21     | +1:15.939    | 19   |        |
| DNF | 52  | James Toseland   | Yamaha       | 7      | Uitgevallen  | 17   |        |
| DNF | 95  | Roger Lee Hayden | Kawasaki     | 1      | Uitgevallen  | 18   |        |
| DNS | 65  | Jonathan Rea     | Honda        | 0      | Niet gestart | 14   |        |

### Race 2
| Pos | Nr  | Rijder           | Constructeur | Rondes | Tijd         | Grid | Punten |
| --- | --- | ---------------- | ------------ | ------ | ------------ | ---- | ------ |
| 1   | 7   | Carlos Checa     | Ducati       | 21     | 38:24.452    | 9    | 25     |
| 2   | 41  | Noriyuki Haga    | Ducati       | 21     | +2.129       | 15   | 20     |
| 3   | 35  | Cal Crutchlow    | Yamaha       | 21     | +3.926       | 12   | 16     |
| 4   | 66  | Tom Sykes        | Kawasaki     | 21     | +5.762       | 1    | 13     |
| 5   | 3   | Max Biaggi       | Aprilia      | 21     | +7.025       | 7    | 11     |
| 6   | 67  | Shane Byrne      | Ducati       | 21     | +12.147      | 13   | 10     |
| 7   | 57  | Lorenzo Lanzi    | Ducati       | 21     | +14.212      | 5    | 9      |
| 8   | 50  | Sylvain Guintoli | Suzuki       | 21     | +18.029      | 16   | 8      |
| 9   | 111 | Rubén Xaus       | BMW          | 21     | +18.249      | 8    | 7      |
| 10  | 99  | Luca Scassa      | Ducati       | 21     | +19.446      | 4    | 6      |
| 11  | 11  | Troy Corser      | BMW          | 21     | +23.674      | 6    | 5      |
| 12  | 76  | Max Neukirchner  | Honda        | 21     | +34.804      | 11   | 4      |
| 13  | 90  | Federico Sandi   | Aprilia      | 21     | +53.540      | 20   | 3      |
| 14  | 33  | Fabrizio Lai     | Honda        | 21     | +1:03.102    | 19   | 2      |
| 15  | 15  | Matteo Baiocco   | Kawasaki     | 21     | +1:07.185    | 22   | 1      |
| 16  | 5   | Ian Lowry        | Kawasaki     | 21     | +1:08.926    | 21   |        |
| DNF | 84  | Michel Fabrizio  | Ducati       | 13     | Ongeluk      | 10   |        |
| DNF | 91  | Leon Haslam      | Suzuki       | 10     | Uitgevallen  | 3    |        |
| DNF | 96  | Jakub Smrž       | Aprilia      | 9      | Uitgevallen  | 2    |        |
| DNF | 95  | Roger Lee Hayden | Kawasaki     | 9      | Uitgevallen  | 18   |        |
| DNF | 52  | James Toseland   | Yamaha       | 3      | Ongeluk      | 17   |        |
| DNS | 65  | Jonathan Rea     | Honda        | 0      | Niet gestart | 14   |        |

## Supersport
| Pos | Nr  | Rijder               | Constructeur | Rondes | Tijd                | Grid | Punten |
| --- | --- | -------------------- | ------------ | ------ | ------------------- | ---- | ------ |
| 1   | 51  | Michele Pirro        | Honda        | 19     | 36:07.906           | 3    | 25     |
| 2   | 54  | Kenan Sofuoğlu       | Honda        | 19     | +2.888              | 1    | 20     |
| 3   | 50  | Eugene Laverty       | Honda        | 19     | +4.569              | 2    | 16     |
| 4   | 23  | Broc Parkes          | Kawasaki     | 19     | +4.865              | 6    | 13     |
| 5   | 37  | Katsuaki Fujiwara    | Kawasaki     | 19     | +5.718              | 4    | 11     |
| 6   | 55  | Massimo Roccoli      | Honda        | 19     | +6.102              | 7    | 10     |
| 7   | 18  | Mark Aitchison       | Honda        | 19     | +9.977              | 8    | 9      |
| 8   | 53  | Cristiano Migliorati | Kawasaki     | 19     | +18.563             | 13   | 8      |
| 9   | 44  | Roberto Tamburini    | Yamaha       | 19     | +19.987             | 16   | 7      |
| 10  | 45  | Gianluca Vizziello   | Honda        | 19     | +28.436             | 19   | 6      |
| 11  | 14  | Matthieu Lagrive     | Triumph      | 19     | +28.508             | 11   | 5      |
| 12  | 31  | Vittorio Iannuzzo    | Triumph      | 19     | +42.347             | 17   | 4      |
| 13  | 85  | Alessio Palumbo      | Kawasaki     | 19     | +1:05.502           | 20   | 3      |
| 14  | 131 | Giuseppe Barone      | Yamaha       | 19     | +1:05.930           | 21   | 2      |
| 15  | 5   | Alexander Lundh      | Honda        | 18     | +1 ronde            | 23   | 1      |
| DNF | 7   | Chaz Davies          | Triumph      | 18     | Uitgevallen         | 5    |        |
| DNF | 10  | Imre Tóth            | Honda        | 13     | Uitgevallen         | 24   |        |
| DNF | 127 | Robbin Harms         | Honda        | 10     | Uitgevallen         | 15   |        |
| DNF | 4   | Gino Rea             | Honda        | 3      | Ongeluk             | 9    |        |
| DNF | 25  | David Salom          | Triumph      | 2      | Uitgevallen         | 10   |        |
| DNF | 99  | Fabien Foret         | Kawasaki     | 0      | Ongeluk             | 14   |        |
| DNF | 117 | Miguel Praia         | Honda        | 0      | Ongeluk             | 12   |        |
| DNF | 34  | Ronan Quarnby        | Honda        | 0      | Uitgevallen         | 18   |        |
| DNS | 8   | Bastien Chesaux      | Honda        | 0      | Niet gestart        | 22   |        |
| DNQ | 24  | Eduard Blokhin       | Yamaha       | 0      | Niet gekwalificeerd |      |        |
| DNQ | 107 | Mauro Goffi          | Honda        | 0      | Niet gekwalificeerd |      |        |

## Tussenstanden na wedstrijd

### Superbike
| Pos | Nr | Rijder        | Team    | Punten |
| --- | -- | ------------- | ------- | ------ |
| 1   | 3  | Max Biaggi    | Aprilia | 413    |
| 2   | 91 | Leon Haslam   | Suzuki  | 350    |
| 3   | 65 | Jonathan Rea  | Honda   | 288    |
| 4   | 7  | Carlos Checa  | Ducati  | 274    |
| 5   | 35 | Cal Crutchlow | Yamaha  | 239    |

### Supersport
| Pos | Nr | Rijder         | Team     | Punten |
| --- | -- | -------------- | -------- | ------ |
| 1   | 54 | Kenan Sofuoğlu | Honda    | 243    |
| 2   | 50 | Eugene Laverty | Honda    | 227    |
| 3   | 26 | Joan Lascorz   | Kawasaki | 168    |
| 4   | 7  | Chaz Davies    | Triumph  | 137    |
| 5   | 51 | Michele Pirro  | Honda    | 91     |

2001 · 2002 · 2003 · 2004 · 2005 · 2006 · 2009 · 2010 · 2011 · 2012 · 2013 · 2014 · 2015 · 2016 · 2017 · 2018 · 2019 · 2023